# Stichting Buma Cultuur
Stichting Buma Cultuur is een instantie die zich bezighoudt met ondersteuning en promotie van Nederlandse muziek. Deze naam bestaat sinds 1 maart 2006, voorheen was het de Stichting Conamus (de afkorting van COmité voor Nederlandse AMUSementsmuziek).
Conamus is in 1962 opgericht door John de Mol sr. De doelstelling van Buma Cultuur is om het gebruik van Nederlandse muziek te bevorderen, zowel in Nederland zelf als daarbuiten. De organisatie voert daartoe – samen met een groot aantal partners in binnen- en buitenland – projecten uit die Nederlandse muziek ten goede komen en wordt daarbij ondersteund door de Nederlandse auteursrechtenorganisatie Buma/Stemra. 
Buma Cultuur organiseert jaarlijks evenementen zoals het Amsterdam Dance Event, het Noorderslag Festival de Dag van de Nederlandse jazz en de Muzikantendag. Daarnaast neemt men deel aan internationale muziekconferenties om op die manier de export van Nederlandse muziek te bevorderen.
De eerste voorzitter van Conamus was de pianist Gerard van Krevelen, die deze functie 18 jaar bekleedde. Jerney Kaagman was tot 1 maart 2009 directeur van de stichting. Vanaf 4 mei 2009 is dat Frank Helmink.

## Prijsuitreikingen
Naast vele deelnemingen aan radio- en televisieprogramma's, cd-uitgaven, etc. ter bevordering van de Nederlandse muziek, reikt Buma Cultuur ook (al dan niet in samenwerking met partners) meerdere prijzen uit aan artiesten die veel hebben betekend voor de Nederlandse muziek.
- Tijdens het Harpen Gala worden jaarlijks in februari uitgereikt:
  - de Gouden Harp – oeuvreprijs voor een artiest die een belangrijke bijdrage heeft geleverd aan de Nederlandse muziek
  - de Zilveren Harp – aanmoedigingsprijs voor beginnende artiesten
  - de Buma Exportprijs – een onderscheiding voor de Nederlandse artiest die internationaal het meest succesvol is geweest. Voor 2003, 2004, 2005 en 2006 ging de prijs naar Within Temptation, in 2007 naar DJ Tiësto, in 2008 naar Giorgio Tuinfort/André Rieu, en in 2009 naar André Rieu.
- Radio 2 Zendtijdprijs – De prijs werd in samenwerking met Radio 2 uitgereikt tijdens het Gala van het Nederlandse Lied aan artiesten die over een langere periode het meest op Radio 2 waren te horen en daarmee een grote en blijvende betekenis hebben gehad voor de Nederlands muziek.
- Popprijs – voor de groep of artiest die in het afgelopen jaar de grootste bijdrage aan de Nederlandse popmuziek heeft geleverd. De prijs wordt jaarlijks uitgereikt tijdens het Noorderslag Festival.
- Annie M.G. Schmidt-prijs – Sinds 1991 wordt deze prijs uitgereikt als onderscheiding voor het beste cabaretlied
- Buma Toonzetters Prijs – Prijs voor beste nieuwe Nederlandse compositie uit het voorgaande jaar
- Sena Performers POPnl Award – Prijs voor jong poptalent uit alle provincies
- Willem Wilminkprijs – Prijs voor het beste kinderlied.